# Danh sách nước Bắc Mỹ theo GDP (PPP) năm 2005
Đây là danh sách các nước Bắc Mỹ xếp theo tổng sản phẩm nội địa (GDP) theo sức mua tương đương (PPP). Số liệu này của năm 2005 theo đôla quốc tế. Trung Mỹ và Caribbean được tính vào Bắc Mỹ.
| Hạng Bắc Mỹ | Hạng thế giới | Quốc gia                    | GDP (triệu đôla) |
| ----------- | ------------- | --------------------------- | ---------------- |
| 1           | 1             | Hoa Kỳ                      | 12.332.296       |
| 2           | 11            | Canada                      | 1.111.846        |
| 3           | 13            | México                      | 1.064.889        |
| 4           | 68            | Cộng hòa Dominican          | 63.594           |
| 5           | 71            | Guatemala                   | 56.736           |
| 6           | 78            | Costa Rica                  | 44.579           |
| 7           | 89            | Cuba                        | 33.920           |
| 8           | 91            | El Salvador                 | $31.171          |
| 9           | 107           | Panama                      | 22.706           |
| 10          | 110           | Honduras                    | 20.549           |
| 11          | 115           | Trinidad và Tobago          | 17.966           |
| 12          | 121           | Nicaragua                   | 16.052           |
| 13          | 128           | Haiti                       | 14.118           |
| 14          | 132           | Jamaica                     | 12.141           |
| 15          | 147           | Bahamas                     | 6.085            |
| 16          | 155           | Barbados                    | 4.735            |
| 17          | 166           | Belize                      | 2.046            |
| 18          | 173           | Saint Lucia                 | 985              |
| 19          | 176           | Grenada                     | 883              |
| 20          | 178           | Antigua và Barbuda          | 835              |
| 21          | 181           | Saint Vincent và Grenadines | 751              |
| 22          | 183           | Saint Kitts và Nevis        | 626              |
| 23          | 184           | Dominica                    | 448              |

Tổng GDP khu vực Bắc Mỹ: 14.859.957